# 云南长蒴苣苔
云南长蒴苣苔（学名：Didymocarpus yunnanensis）为苦苣苔科长蒴苣苔属下的一个种。其种加词 yunnanensis 意为“云南的”。